# گویش آشتیانی
زبان آشتیانی یکی از زبان‌های ایران مرکزی که در شاخهٔ زبان‌های ایرانی غربی قرار می‌گیرد. زبان آشتیانی در قسمت‌هایی از شهرهای تفرش و آشتیان استان مرکزی گویشور دارد.
زبان‌شناسان زبان آشتیانی را به عنوان گویش انتقالی زبان تالشی در نظر می‌گیرند. این زبان به زبان وفسی نیز بسیار نزدیک است. گویشوران زبان آشتیانی به زبان فارسی نیز مسلط هستند.

## ادبیات مکتوب
از زبان آشتیانی آثار چندانی به جا نمانده است. با این وجود به جای ماندن چند نمونهٔ مکتوب این احتمال را تأیید می‌کند که در گذشته این زبان صورتی مکتوب نیز داشته است. مهم‌ترین اثر به جای مانده به زبان آشتیانی دیوان اشعار میرزا محمد علی بلبل آشتیانی شاعر دوران صفویان است. بلبل که در سدهٔ ۱۷ میلادی زندگی می‌کرده، در اصفهان ساکن بوده و در آنجا منصب مستوفی‌گری را بر عهده داشته است. از وی بیاضی به جای مانده که نگارش آن مربوط به اواخر سدهٔ ۱۹ یا اوایل سدهٔ ۲۰ است. علاوه بر اشعار بلبل آشتیانی، یک شعر نیز از محمدحسین کفش‌دوز آشتیانی به جای مانده که از نزدیکان بلبل بوده است. به جز این دو اثر، چند نامه نیز به زبان آشتیانی از سدهٔ نوزدهم میلادی به جای مانده است.

## ویژگی‌های آوایی

### ابدال ج به ژ
یکی از ویژگی‌های آواشناسی زبان آشتیانی ابدال /ج/ به /ژ/ در وسط و آخر کلمات دخیل یا مشترک با فارسی است. چند نمونهٔ آن در جدول زیر مشاهده می‌شود.
| آشتیانی      | فارسی |
| ------------ | ----- |
| واژو (Vāžev) | واجب  |
| کاژ (Kāž)    | کاج   |

### حروف حلقی
در زبان آشتیانی برخلاف فارسی حروف حلقی /ح/ و /ع/ تلفظ می‌شوند. این حروف مختص به واژگان دخیل عربی نیستند و در کلمات آشتیانی و وام‌واژه‌های فارسی هم به همان صورت حلقی تلفظ می‌شوند. چند نمونه از کلمات دارای حروف حلقی در جدول زیر مشاهده می‌شود.
| آشتیانی        | فارسی    |
| -------------- | -------- |
| حُقَّه (Hoqqa)    | حقّه      |
| حریس (Harīs)   | حریص     |
| حویژ (Havīž)   | هویج     |
| حار (Hār)      | هار (سگ) |
| شُعْلَه (šocla)   | شعله     |
| سَعْوون (Sacvūn) | صابون    |
| عَسْب (Casb)     | اسب      |

## جنسیت در زبان آشتیانی
زبان آشتیانی برخلاف فارسی دارای صرف جنسیتی به صورت مذکر و مؤنث است. این صرف مبتنی بر جنسیت تنها مربوط به صرف اسم‌ها است و در صرف افعال و نیز ضمایر تفاوتی میان مذکر و مؤنث وجود ندارد.

### صرف جنسیتی اسم
در زبان آشتیانی اسم‌های مفرد مؤنث به مصوت a (فتحه) ختم می‌شوند. در این دسته از واژگان در هنگام تلفظ تکیه بر روی هجای ماقبل آخر قرار دارد و هجای آخر تکیه نمی‌گیرد. این در حالی است که در کلمات مذکر مختوم به مصوت a (فتحه) تکیه بر روی هجای آخر قرار می‌گیرد. نمونه‌هایی از این واژگان را در جدول زیر مشاهده می‌شود.
| جنسیت | آشتیانی | معنای فارسی |
| ----- | ------- | ----------- |
| مؤنث  | ùa      | آب          |
| مؤنث  | Várfa   | برف         |
| مذکر  | Kiyá    | خانه        |

## علامت جمع
علامت جمع اسم در زبان آشتیانی گَل (Gal) و گَلان (Galān) است. مثال‌هایی از جمع بستن اسم در جدول زیر مشاهده می‌شود.
| مفرد | جمع                | معنای فارسی |
| ---- | ------------------ | ----------- |
| ما   | ماگَل (Māgal)       | مادران      |
| پور  | پورگَلان (Pūrgalān) | پسران       |
| دِتَ   | دِتگَلان (Detgalān)  | دختران      |

با افزودن علامت جمع، علامت مؤنث (-a) حذف می‌شود. در جدول بالا دِتگَلان (Detgalān) جمع کلمهٔ آشتیانی دِتَ (Deta) به معنای دختر است که با افزودن علامت جمع، علامت مؤنث خود (فتحهٔ آخر) را از دست داده است.

## ضمایر
ضمایر منفصل در زبان آشتیانی در جدول زیر نشان داده شده‌اند.
| ضمیر منفصل              | معنای فارسی |
| ----------------------- | ----------- |
| اَزْ، مُنْ (mon, az)        | من          |
| تو، تَ (ta, to)          | تو          |
| یان (yān)               | او          |
| اِمَه (ema)               | ما          |
| اِسْمَه (esma)             | شما         |
| آنْگَلَه (Yāngala, āngala) | آنان        |

ضمایر متصل در زبان آشتیانی به صورت زیر هستند.
| ضمیر متصل   | معنای فارسی |
| ----------- | ----------- |
| ـم          | ـم          |
| ـت          | ـت          |
| ـس          | ـش          |
| ـمُن (- mon) | ـمان        |
| ـتان        | ـتان        |
| ـسان        | ـشان        |

### ضمایر فاعلی و مفعولی
در زبان آشتیانی برای دو صیغهٔ اول شخص و دوم شخص مفرد، دو ضمیر شخصی منفصل وجود دارد. در اول شخص مفرد ضمیر اَزْ (az) ضمیر فاعلی است و مُن (Mon) برای حالت‌های دیگر به کار می‌رود. همچنین در دوم شخص مفرد نیز ضمیر تو (to) در حالت فاعلی و تَ (ta) برای حالت‌های دیگر استفاده می‌شود. دو مثال دربارهٔ کاربرد این ضمایر در جدول زیر مشاهده می‌شود.
| آشتیانی                                               | معنای فارسی                |
| ----------------------------------------------------- | -------------------------- |
| اَزْ اِشُم دِه (az ešom deh)                               | من می‌روم به ده             |
| بیسْد مِن بار گُرْدَ مُنْ دَ بی(Bisd man bār gorda mon da bī) | بیست من بار بر گُردهٔ من بود |

## صرف فعل
صرف فعل در دو زمان ماضی و مضارع صورت می‌گیرد. زمان ماضی دارای حالت‌های ماضی ساده، استمراری و مطلق است و زمان مضارع نیز به صورت مضارع ساده، استمراری و التزامی صرف می‌شود.

### فعل ماضی
بسته به لازم یا متعدی بودن فعل، دو گونه صرف برای فعل ماضی وجود دارد. در مورد افعال لازم صرف فعل به صورت (بن ماضی+شناسنامه‌های فعلی ماضی) است. دو مثال در جدول زیر مشاهده می‌شود.
| آشتیانی          | معنای فارسی |
| ---------------- | ----------- |
| بِسییام (Besiyām) | رفتم        |
| بِمینِ (Bemine)    | آمدند       |

در مورد افعال متعدی ماضی نیز اگرچه همانند مورد قبل از بن ماضی ساخته می‌شوند، اما شناسه به آخر آن‌ها اضافه نمی‌شود؛ بلکه صرف آن‌ها با استفاده از ضمایر شخصی متصل قبل از بن ماضی صورت می‌گیرد که شخص و عدد را نشان می‌دهد. ویژگی ارگاتیو در ناقص در صرف افعال ماضی متعدی زبان آتیانی مشاهده می‌شود. نمونه‌هایی از این شیوهٔ صرف فعل در جدول زیر مشاهده می‌شود.
| آشتیانی                                 | معنای فارسی       |
| --------------------------------------- | ----------------- |
| اِم دی (emdī)                            | دیدم              |
| زَنَت هاگِتِ (Zanat hāgete)                 | زن گرفته‌ای        |
| بِسْ کُوات (be-skovāt)                     | او زد             |
| یانِسان وَدار کُوات (Yānesān va dār kovāt) | او را به دار زدند |

### فعل مضارع
فعل مضارع در زبان آشتیانی در هر دو حالت لازم و متعدی به صورت (بن مضارع+شناسه‌های فعلی مضارع) صرف می‌شود. نمونه‌هایی از انواع فعل مضارع در جدول زیر مشاهده می‌شود.
| آشتیانی          | معنای فارسی |
| ---------------- | ----------- |
| بِوینُم (Bevinom)  | ببینم       |
| داری (dārī)      | داری        |
| اِدْخَنْدُ (ed-xando) | می‌خندد      |
| اِد آزُ (ed-āzo)   | می‌گوید      |
| بِسّیم (Bessīm)    | برویم       |

### پیشوندهای فعلی
برای ساختن افعال ماضی و مضارع استمراری از پیشوند فعلی نقش‌دار اِد ـ (ed-، یا پیش از بعضی صداها et- یا e-)، و برای ساختن افعال امر، مضارع التزامی و ماضی مطلق از پیشوند فعلی بَ ـ/بِ ـ (be, ba-) استفاده می‌شود.
| آشتیانی        | معنای فارسی |
| -------------- | ----------- |
| اِدْبَرُ (ed-baro) | می‌بَرَد       |
| اِتّازُ (ettazo)  | می‌تازد      |

پیشوندهای فعلی دیگر عبارتند از: دَرـ (dar-)، هاـ (hā-)، واـ (vā-)، و وَرـ (var-).

### شناسه‌های فعلی
شناسه‌های افعال در جدول زیر مشاهده می‌شوند.
| آشتیانی               | معنای فارسی |
| --------------------- | ----------- |
| ُ م (-om)              | ـَم          |
| ی (-ī)                | ـی          |
| اُ (-o)                | ـَد          |
| ـ ایمه/ـ مه (-īme/me) | ـیم         |
| ایده/ـ ده (-ide/-de)  | ـید         |
| اُنِه (-one)            | ـَند         |

## بعضی از واژگان آشتیانی
در جدول زیر تعدادی از واژگان خاص زبان آشتیانی مشاهده می‌شود.
| ضمیر متصل       | معنای فارسی     |
| --------------- | --------------- |
| اِسْبَه (esba)     | سگ              |
| اِشْنیزَه (ešnīza) | آرنج            |
| اِنْگِنَه (Engena)  | ساس             |
| اَنَزا (anazā)    | ناپسری، نادختری |
| بَرْمَه (barma)    | گریه            |
| خُرْمَه (xorma)    | رتیل            |
| خَوَه (xava)      | هَوو             |
| شیوی (šivi)     | پیراهن          |
| شیف (šif)       | شاخهٔ نورسته     |
| مَسْدَرْ (masdar)   | بزرگ            |
| وِزار (vezār)    | هَرَس             |
| وشن (van)       | انداختن         |
| وَشَنْدْ (vašand)   | باران           |